# ウー (チベット)

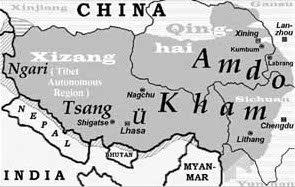
ウーの位置

ウー（チベット語： དབུས་, 転写： dbus）は、チベットの一地方。チベット高原の南部、ヤルンツァンポ河流域に位置し、ツァン地方とともに、まとめて中央チベットあるいはウー・ツァン地方などと呼ばれる。中心都市はラサ。中国による行政区分では、ラサ市（拉薩市）の一部、山南地区（ロカ）の一部などに相当。